# Tüdőembólia
A tüdőembólia a fő tüdőartériáknak, illetve azok ágainak akut elzáródása, amit a vérkeringéssel odasodródott embolus okoz. Hátterében leggyakrabban mélyvénás trombózis áll. A vénás rendszerben elszabadult vérrög (alvadt vér vagy ritkábban zsír, levegő, idegen szövet) a véráramlattal a tüdőartériába jutva, annak hirtelen elzáródását okozza. Az embolus az esetek többségében az alsó végtag trombózisából származik.
Hogy az elzáródás milyen súlyos, nagyban függ attól, hogy melyik tüdőartériáról van szó, annak mekkora a keresztmetszete. A tüdőerek részleges elzáródása fokozott nyomásterhelést jelent a jobb szívfélnek. A fő tünetek a nehézlégzés, belégzéskor jelentkező mellkasi fájdalom, szívdobogásérzés (palpitáció). Emellett csökkent a vér oxigéntelítettsége (oxigén szaturáció), cianózis léphet fel. Nagyobb erek teljes elzáródása erősen csökkent vérnyomással, eszméletvesztéssel, vagy hirtelen halállal járhat.

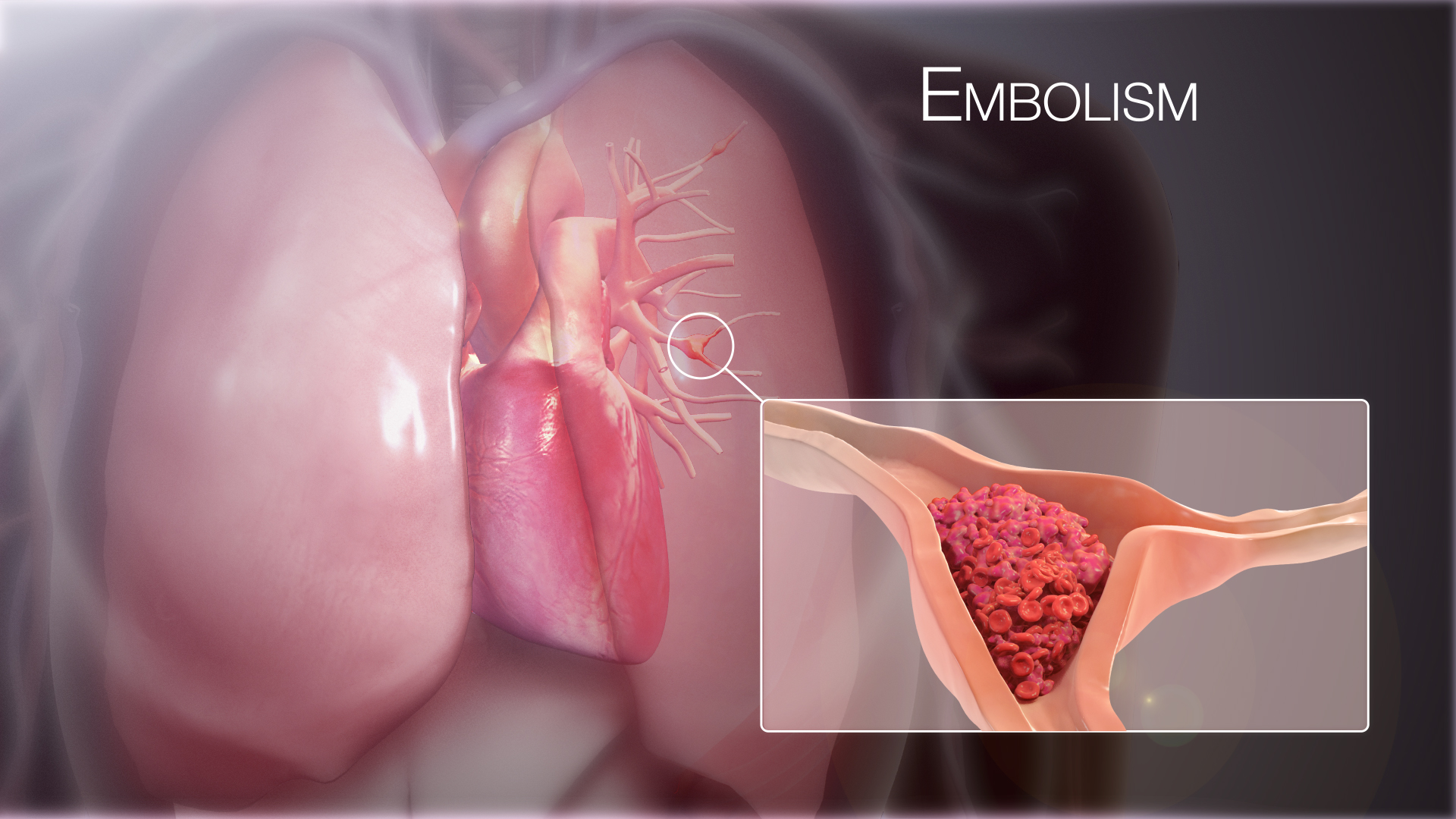
Tüdőembólia sematikus illusztrációja

## Diagnosztika és terápia
A diagnózist a klinikai tünetek mellett a laborvizsgálatok (pl. a D-dimer szintjének emelkedése) és a képalkotók, azok közül is főként a CT-angiográfia szolgáltatja. Kezelésére elsősorban antikoagulánsokat (pl. heparin, warfarin), a vérrög gyógyszeres feloldását (trombolízis) vagy sebészi eltávolítását (trombektómia) alkalmazhatják.

## Előfordulása
A tüdőembólia a vénás tromboembólia (VTE) legsúlyosabb klinikai megjelenési formája, melynek pontos előfordulását csak becsülni lehet, mivel az esetek egy részében teljesen tünetmentes és véletlenszerűen, más okból végzett vizsgálat (pl. daganatos betegség kapcsán készült stádiumfelmérő CT) derít rá fényt. E mellett a súlyos, nagy kiterjedésű tüdőembólia kialakuláskor egyből hirtelen halállal járhat. Egy, az Európai Unió 6 országában készült, 454 millió embert felölelő vizsgálatban 434 723 tüdőembóliás eset fordult elő 2004-ben és 317 000 VTE okozta halálesetről számoltak be, melynek 34%-a tüdőembólia következtében fellépő hirtelen halál volt. A teljes VTE-s halálozás mögött 59%-ában már csak a halált követően diagnosztizált tüdőembólia állt, a tüdőembóliában korán elhalálozó betegek mindössze 7%-át diagnosztizálták még életében. Mindezek alapján a tüdőembólia továbbra is jelentős probléma a fejlett világban.
A VTE és azon belül a tüdőembólia kialakulását állandó (pl. genetikai eltérések, nem, kor) és átmeneti tényezők (trauma, műtét, terhesség, hormonális fogamzásgátlók szedése) együttesen befolyásolják. Amennyiben a diagnózist megelőző 6 héttől 3 hónapig terjedő időszakban jelen volt egyértelmű átmeneti kiváltó tényező, úgy a betegséget provokáltnak, ezek hiányában nem-provokáltnak nevezik.
Az alsó végtagot érintő nagyobb traumák, műtétek és a gerincvelő sérülések egyértelmű provokáló tényezők. A rosszindulatú daganatos betegségek ugyancsak jelentős kockázati tényezők, bár a különböző daganatféleségek eltérő mértékben növelik a rizikót, a legnagyobb kockázatot a hematológiai, emésztőszervi és tüdő tumorok jelentik.